# Латур-де-Бернгард, Владимир Андреевич
Владимир Андреевич Де-Ла Тур-Де-Бернгард (иначе Бернгардт) — генерал от инфантерии, герой русско-турецкой войны 1877—1878 годов.

## Биография
Родился 8 марта 1836 года. Образование получил в Московском университете, по окончании которого был принят по Высочайшему повелению в 3-й специальный класс 2-го Московского кадетского корпуса и в 1858 году был произведён в прапорщики Лейб-гвардии Измайловского полка с прикомандованием к Михайловской артиллерийской академии. По окончании курса наук в академии выпущен по 1-му разряду и 6 августа 1860 года поступил репетитором во 2-й Московский кадетский корпус. 7 сентября 1861 года назначен учителем в корпусе. В 1862 году Бернгардт получил сразу два чина: подпоручика (17 апреля) и поручика (30 августа). 4 сентября 1864 года он был назначен классным воспитателем.
Произведённый 16 апреля 1867 года в штабс-капитаны Бернгардт 17 августа того же года получил назначение в Туркестан, где занял должность штаб-офицера по вооружению войск.
Здесь он принимал участие в военных действиях против Бухарского и Кокандского ханств, за отличие был награждён орденом св. Анны 3-й степени.
17 апреля 1870 года произведён в капитаны и назначен воспитателем к великому князю Николаю Михайловичу. 7 ноября 1872 года получил чин полковника.
2 ноября 1874 года Бернгардт был переведён в штаб Санкт-Петербургского военного округа офицером для осмотра оружия, а 21 апреля 1875 года назначен начальником учебного артиллерийского полигона Санкт-Петербургского военного округа.
В 1877 году Латур-де-Бернгардт был командирован в действующую армию на Кавказский театр турецкой войны, где участвовал в большей части боёв с турками, между прочим, в трёхдневном сражении на Аладжинских высотах, и в должности начальника артиллерии отряда генерала Лазарева — в бою под Авлиаром. 8 ноября 1877 года Бернгардт за боевые отличия был произведён в генерал-майоры и 1 января 1878 года награждён орденом св. Георгия 4-й степени
При атаке Визинкевской высоты, 3 Октября 1877 года, лично повел артиллерию на близкий выстрел от неприятельских траншей и метким огнём произвел сильные опустошения в неприятельских укреплениях.
Также отличился и в ночном штурме Карса. 12 июля 1878 года Бернгардт был награждён золотой саблей с надписью «За храбрость» и в том же году получил орден св. Владимира 3-й степени с мечами.
По окончании кампании Латур-де-Бернгард возвратился к прежнему месту службы, 16 апреля 1883 года был назначен командиром 24-й артиллерийской бригады, и далее командовал артиллерией в армейских корпусах: во 2-м со 2 мая 1887 года и в 1-м с 9 декабря 1888 года. 30 августа 1887 года произведён в генерал-лейтенанты. 7 августа 1892 года Бернгардт получил в командование 22-ю пехотную дивизию, а с 27 сентября 1897 года являлся Брест-Литовским комендантом. 6 декабря 1899 года произведён в генералы от инфантерии.
18 декабря 1902 года Бернгардт был зачислен по армейской пехоте и назначен членом Александровского комитета о раненых. Скончался 11 марта 1914 года в Санкт-Петербурге.
Сыновья — Борис Владимирович (1887—1933), полковник РИА; Георгий Владимирович (1885—1971), дипломат.

## Награды
Среди прочих наград Бернгардт имел ордена:
- Орден Святого Станислава 3-й степени (1863 год)
- Орден Святой Анны 3-й степени (1867 год)
- Орден Святого Георгия 4-й степени (1 января 1878 года)
- Золотая сабля с надписью «За храбрость» (12 июля 1878 года)
- Орден Святого Владимира 3-й степени с мечами (1878 год)
- Орден Святого Станислава 1-й степени (1881 год)
- Орден Святой Анны 1-й степени (1885 год)
- Орден Святого Владимира 2-й степени (1890 год)
- Орден Белого орла (1894 год)
- Орден Святого Александра Невского (6 декабря 1902 года, алмазные знаки к этому ордену пожалованы в 1907 году)
- Орден Святого Владимира 1-й степени (1912 год)